# Snow Prince
Snow Prince è il secondo singolo della boy band sudcoreana SS501, pubblicato il 5 dicembre 2005 per il mercato coreano.

## Tracce
CD singolo
1. Hayan Saram (하얀 사람)
2. My Girl
3. Snow Prince
4. In Your Smile
5. Fighter